# Montague Holbein

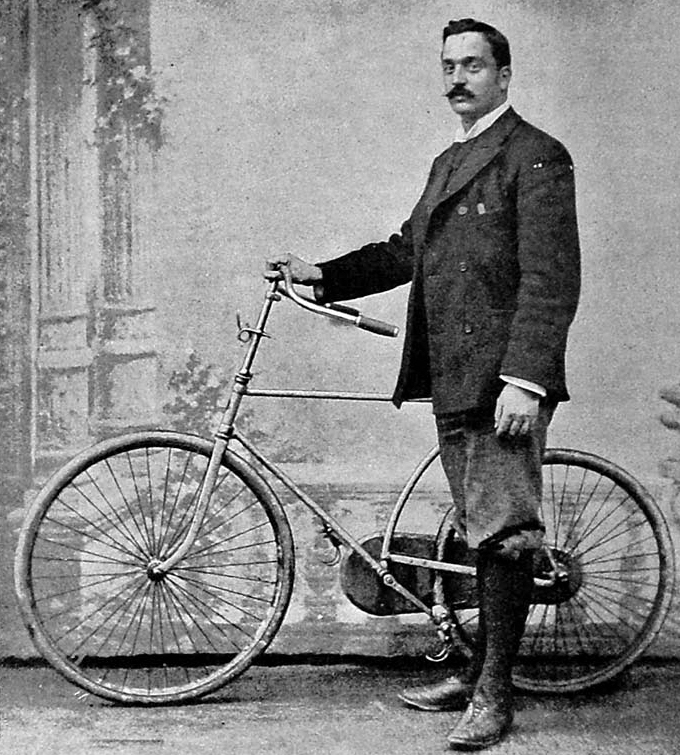
Montague Holbein (1891)

Montague „Monty“ Alfred Holbein (* 11. August 1861 in Twickenham, London; † 1. Juli 1944) war ein britischer Radsportler und Freiwasserschwimmer.
Montague Holbein war von Beruf Textilkaufmann, doch betätigte er sich neben seinem Beruf in verschiedenen Sportarten wie Querfeldeinlaufen, Radsport und Schwimmen. 1878 lernte er Fahrradfahren und begann im Jahr darauf mit dem Radsport, in dem er vor allem von 1886 bis 1891 aktiv war. In diesen Jahren stellte er insgesamt 32 britische Rekorde auf, hauptsächlich 12- sowie 24-Stunden Rekorde, so etwa am 18. November 1891 auf der Radrennbahn Herne Hill mit 361 Meilen und 1446 Yards (rund 582,3 Kilometer) über 24 Stunden. 1891 belegte er bei dem über 600 Kilometer langen Radrennen Bordeaux–Paris hinter seinem Landsmann George Pilkington Mills Rang zwei. 
In den folgenden Jahren machte sich Holbein einen Namen als Freiwasserschwimmer. So bewältigte er am 25. Juli 1899 eine 43 Meilen lange Strecke in der Themse, von Blackwall nach Gravesend und zurück, in späteren Jahren schaffte er 50 Meilen am Stück. Zwischen 1901 und 1911 unternahm er neun (andere Quellen berichten von elf) vergebliche Versuche, den Ärmelkanal zu durchschwimmen. Dreimal startete er in Frankreich, sechsmal in England. Sein Betreuer war der renommierte Trainer Harry Andrews, zeitweise begleitete ihn der Olympiateilnehmer von 1900, Thomas William Burgess. Im August 1901 startete er von Frankreich aus, musste aber vier Meilen vor Dover erschöpft aus dem Wasser gezogen werden. Seine Augen war vom Salzwasser dermaßen in Mitleidenschaft gezogen, dass er vier Tage lang nicht sehen konnte. Bei folgenden Versuchen trug er deshalb eine Maske mit Gläsern, durch die er hindurchsehen konnte.
Im August 1904 war Holbeins Überquerungsversuch Teil des ersten Kanalrennens, bei dem er gegen die beiden Schwimmer Greasley und Hagerthy antrat. Jeder Schwimmer wurde von einer Zeitung gesponsert, Holbeins Sponsor war der Daily Mirror. Holbeins Ehefrau spielte auf dem Begleitboot Schallplatten auf einem Grammophon, um ihn moralisch zu unterstützen. Alle drei Schwimmer mussten jedoch das Rennen aufgeben.
Noch im Alter von 75 Jahren schwamm Montague Holbein 18 Meilen die Themse von Richmond zur London Bridge hinunter. Sein großes Anliegen war, seine britischen Mitbürger zu animieren, das Schwimmen zu lernen, was viele damals nicht beherrschten. Aus diesem Grund schrieb er auch ein Buch mit dem Titel Swimming, das 1903 erschien. 1927 gehörte er gemeinsam mit Burgess, der auch die US-amerikanische Kanalschwimmerin Gertrude Ederle trainierte, zu den Gründungsmitgliedern der Channel Swimming Association (CSA).